# Бахла
22°58′ пн. ш. 57°18′ сх. д. / 22.967° пн. ш. 57.300° сх. д.
Фортеця Бахла (араб. قلعة بهلاء) є однією з чотирьох історичних фортець, що розташована біля підніжжя нагір'я Джебель Ахдар в Омані. Вона була побудована в XIII-XIV століттях.